# 마크팰리스 범어
마크팰리스 범어(영어: Mark Palace Beomeo)는 대한민국 대구광역시 수성구 범어동에 위치한 오피스텔이다. 이 건물은 지하 6층 ~ 지상 36층 (147m) 총1개동이 있으며 오피스텔 730실과 도시형생활주택 160가구(890가구)가 있다. 전 세대 복층 설계로 이뤄져 있다. 2014년에 착공하여 2017년 10월에 완공되었고 같은 해 10월 26일에 입주하였다.
마크팰리스의 층수는 36층, 높이는 147m이며 2017년 기준 대구에서 17번째로 높은 건물이다. 2017년 완공 당시 대구에서 가장 높은 오피스텔이다.

## 특징
범어네거리라는 상징성에 걸맞은 매머드급 규모로 건립된 복층 구조로 설계되어 높이만 147m로 대구지역 오피스텔 중 최고 높이다. 일반 아파트 52층 규모의 탁 트인 조망과 뛰어난 야경을 자랑한다. 단지 4층 전체가 조깅트랙을 갖춘 커뮤니티로 조성되어 공사를 시도했다.

## 시설
1층 야외 광장은 로비가 연결되는 공개공지로 벤치와 다양한 수목을 조성하여 입지뮌들이 자유롭게 이용할 수 있는 자유 쉼터이다. 3층 테라스는 유럽풍 노처카페를 연상케 하는 야외 테라스로 시설이용자들이 편안하게 담소와 차를 즐길 수 있는 휴식 공간이다. 4층 피트니스존은 가볍게 조깅을 즐길 수 있는 트랙이 있으며 간단한 스트레칭이나 맨손체조 등을 할 수 있도록 조성된 피트니스 공간이다. 35층 하늘공원은 대구 시내의 탁트인 야경을 바라보며 만남과 대화를 나눌 수 있는 문화와 감성이 깃든 공간이다.
| 층수                | 시설                                         |
| ------------------- | -------------------------------------------- |
| 36층                | 업무시설(오피스텔)                           |
| 35층                | 하늘공원                                     |
| 22층 ~ 34층         | 업무시설(오피스텔)                           |
| 21층                | 공용시설                                     |
| 5층 ~ 20층          | 업무시설(오피스텔), 공동주택(도시형생활주택) |
| 4층                 | 공용시설, 부대시설, 피트니스존               |
| 3층                 | 테라스                                       |
| 1층 ~ 3층           | 근린생활시설, 부대시설                       |
| 1층                 | 야외광장                                     |
| 지하 1층 ~ 지하 6층 | 주차장, 기계실, 전기실 등                    |

## 갤러리

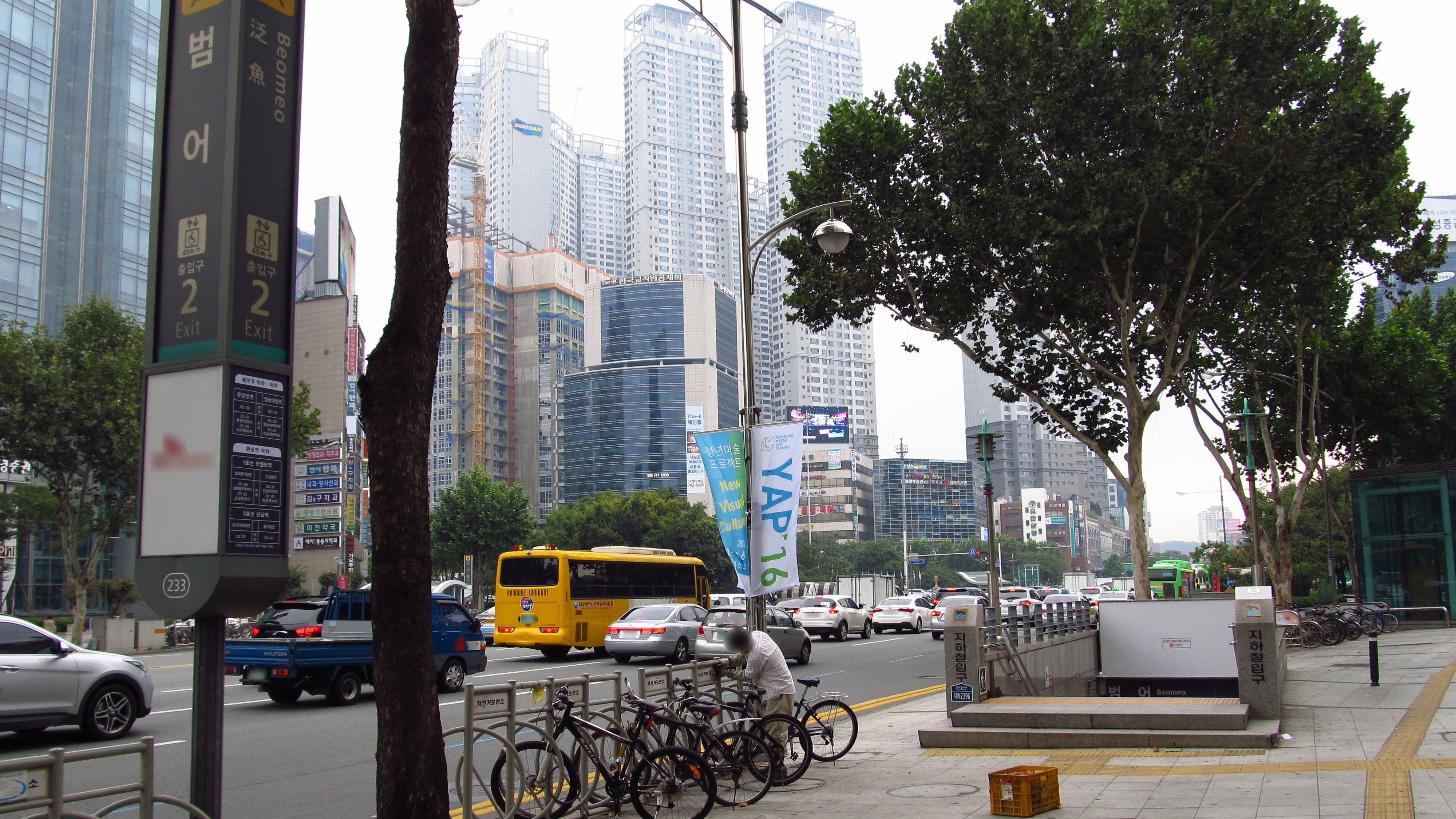
2016년 10월 11일

## 같이 보기
- 대구광역시의 마천루 목록